# Helicodiceros muscivorus
Helicodiceros muscivorus is een plant uit de aronskelkfamilie (Araceae) die inheems is op Corsica, Sardinië en de Balearen. Het is de enige soort uit het geslacht Helicodiceros.
De bloeiwijze is een driedelige bloeikolf met een aar met kleine bloemen. Het trechtervormig schutblad is bleekroze tot donkerpaars en bedekt met stugge haartjes. Hierdoor lijkt het op een kadaver van een zoogdier. Voor de bestuiving is de plant vooral afhankelijk van bromvliegen. Deze lokt zij door warmte te genereren en een geur van rottend vlees te verspreiden.
... · 
Aglaonema · 
Alocasia · 
Amorphophallus · 
Anthurium · 
Arum (Aronskelk) · 
Caladium · 
Calla · 
Culcasia · 
Dieffenbachia · 
Dracunculus · 
Epipremnum · 
Gymnostachys · 
Helicodiceros · 
Lemna (Eendenkroos) · 
Monstera · 
Philodendron · 
Pistia · 
Scindapsus · 
Spathiphyllum (Lepelplant) · 
Spirodela · 
Wolffia · 
...